# Štucinga
Štucinga (njemački: Stotzing, mađarski: Lajtaszék) je naselje i općina u austrijskoj saveznoj državi Gradišće, administrativno pripada Kotaru Željezno-okolica. 

## Stanovništvo
Štucinga prema podacima iz 2011. godine ima 800 stanovnika. 1910. godine je imala 677 stanovnika većinom Nijemaca.

## Vanjske poveznice
- Internet stranica naselja  Arhivirana inačica izvorne stranice od 8. veljače 2011. (Wayback Machine)